# Steve Smith (Musiker)

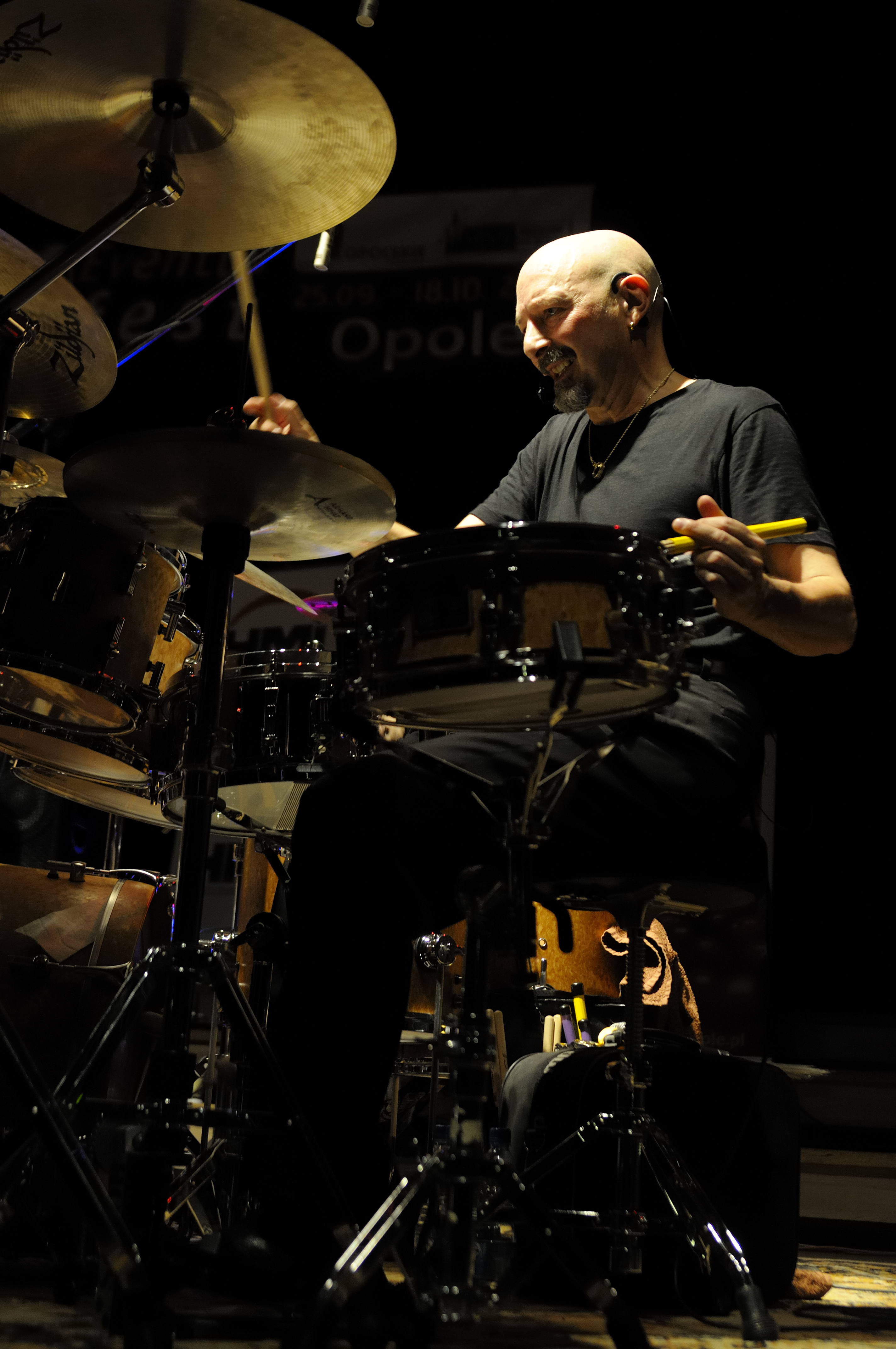
Steve Smith im Jahr 2009

Steve Smith (* 21. August 1954 in Whitman, Massachusetts) ist ein US-amerikanischer Schlagzeuger; er gelangte als Mitglied der Band Journey zu Weltruhm.

## Leben und Wirken
Smith begann im Alter von 9 Jahren mit dem Schlagzeugspielen. Im September 1978 stieg er als Ersatz für den scheidenden Aynsley Dunbar bei Journey ein. Er war in der Band bis 1985 und wurde auf Veranlassung von Sänger Steve Perry, ebenso wie Bassist Ross Valory, aus der Band genommen. Danach kümmerte er sich vor allem um seine Soloprojekte und war zudem ein gefragter Sessiondrummer. Unter anderem spielte er im Jahre 1985 den Titel „Heaven“ eine Ballade von Bryan Adams für dessen Album Reckless ein. 1996 spielte er bei dem Reunion-Album Trial by Fire von Journey mit, stieg aber ebenso wie Sänger Steve Perry im Mai 1998 wieder aus.
Bereits 1983 hatte Smith mit Tim Landers, Dave Wilczewski, Dean Brown und Mike Stern eine eigene Jazzrockband Steve Smith and Vital Information gegründet, in der auch Eef Albers und später Torsten de Winkel, Tom Coster und Frank Gambale spielten. In stark veränderter Besetzung spielte er mit dieser Gruppe zahlreiche Alben ein. Mit Michael Zilber nahm er 2002 das Album Reimagined: Volume 1 – Jazz Standards auf, auf dem er die Coltrane-Stücke „Impressions“ und „Countdown“ interpretierte, ebenso Titel aus dem Ellington-Repertoire wie „Caravan“ und „Mood Indigo“ sowie „All Blues“ von Miles Davis. 2005 folgte das Album Flashpoint mit Dave Liebman, Aydın Esen und Anthony Jackson. Gemeinsam mit Fareed Haque, Kai Eckhardt, George Brooks und Zakir Hussain spielte er weiterhin in der Gruppe Summit, die zuletzt 2010 das Album Summit: Spirit and Spice vorlegte. Mit Brooks und R. Prasanna bildete er das Ragabop Trio.
Ende 2015 stieg Steve Smith wieder als Drummer bei seinen einstigen Weggefährten von Journey ein. Im März 2020 wurde er zusammen mit Bassist Ross Valory wegen rechtlicher Streitigkeiten wieder aus der Band ausgeschlossen. Die Auseinandersetzungen drehten sich um den Versuch von Smith und Valory, die Kontrolle über geschäftliche Belange zu bekommen, unter anderem über den Bandnamen Journey. Hierbei hätten sie, ohne selbst aktiv zu sein, Anteile an den Einnahmen der Band selbst nach einem Ausscheiden bekommen.
Der Rolling Stone listete Smith 2016 auf Rang 36 der 100 größten Schlagzeuger aller Zeiten Er spielt seit über 40 Jahren Schlagzeuge des deutschen Herstellers Sonor. Beim Modern Drummer Magazine wählte ihn die Leserschaft fünfmal aufeinanderfolgend zum „No.1 All-Around Drummer“. 2001 wurde er vom selben Fachblatt zu einem der „Top 25 Drummer of All Time“ gekürt; 2002 wählte man ihn in die „Modern Drummer Hall of Fame“. Seine DVD Steve Smith Drumset Technique - History of the U.S. Beat bei Hudson Music wurde ausgezeichnet als „No.1 Educational DVD of 2003“. Weitere Lehr-DVDs von ihm sind The Art of Playing With Brushes und Steve Smith Drum Legacy.

## Diskographische Hinweise
- 1988: Steve Smith & Vital Information: Fia Fiaga (Columbia / SONY)
- 1989: Mike Mainieri's Steps Ahead: N.Y.C.
- 1995: Vital Information: Easier Said Than Done
- 1996: Steve Smith & Vital Information: Vitalive! (EMI Manhattan)
- 1998: Vital Information: Where We Come from (Intuition)
- 2000: Vital Information: Live Around the World Where We Come from (2CD) (Intuition)
- 2002: Steve Smith / Michael Zilber: Reimagined: Volume 1 - Jazz Standards (Bluejay)
- 2004: Steve Smith & Vital Information: Come on In (Tone Center)
- 2005: Steve Smith, Dave Liebman, Aydin Esen, Anthony Jackson: Flashpoint
- 2008: Steve Smith & Vital Information: Vitalization
- 2012: Steve Smith & Vital Information: Live: One Great Night (Q-rious Music)
- 2016: Steps Ahead: Steppin' Out
- 2017: Steve Smith & Vital Information NYC Edition: Heart of the City
- 2023: Steve Smith & Vital Information: Time Flies
- 2025: Steve Smith & Vital Information: New Perspective